# Litavis
Litavis war eine keltische Mutter- oder Kriegsgottheit, die von den Lingonen zusammen mit Mars Cicollus verehrt wurde. Nach der Interpretatio Romana ist sie möglicherweise mit der römischen Kriegsgöttin Bellona gleichzusetzen.

## Etymologie und Fundorte
Der Name wird als gallische Entsprechung des indogermanischen Götternamens *PltH2uiH2 „Weite“, „Erde“ betrachtet (Sanskrit Prthivī mātā; altenglisch folde). Die ursprüngliche Bedeutung des altkeltischen Erbwortes *litaṷī war vermutlich die „Weite/Breite…“. Der Name erhielt sich im inselkeltischen Namen für die Bretagne, sie heißt auf altirisch Letha, auf kymrisch Llydaw.
Weiheinschriften fand man in den römischen Provinzen Gallia Belgica und Germania superior und zwar in Mâlain (heute Département Côte-d’Or), wo Mars Cicollos zusammen mit der Litavis oder der Bellona verehrt wurde. Aus der letzten Inschrift kann erschlossen werden, dass Litavis manchmal mit der römischen Kriegsgöttin Bellona gleichgesetzt wurde, ähnlich wie Cicollos mit dem römischen Kriegsgott Mars. Eine andere Fundstelle ist Aignay-le-Duc im gleichen Département (römische Provinz Gallia Lugdunensis).